# (31992) 2000 HX35
2000 HX35 (asteroide 31992) é um asteroide da cintura principal. Possui uma excentricidade de 0.20818150 e uma inclinação de 6.47011º.
Este asteroide foi descoberto no dia 28 de abril de 2000 por LINEAR em Socorro.